# Route nationale 162 (Norvège)
Pour les articles homonymes, voir Route nationale 162 (homonymie).
La route nationale 162 (en  norvégien : Riksvei 162, abrégé Rv162) également nommée Ring 1, Henrik Ibsen-ringen, Ibsen-ringen ou Indre ring,  est une route nationale en Norvège..

## Description
Le Ring 1 est la plus intérieure des trois rocades d'Oslo. 
Elle s'étend de Filipstad (no) à l'ouest et Ekebergskråningen (no) à l'est.
La route par de la E18, l'autoroute en grande partie souterraine qui traverse le centre-ville, et elle se termine sur la E18, . 
Le Ring 1 est une route urbaine ordinaire avec des feux de circulation, mais elle est également en partie souterraine. 
La route permet une circulation rapide autour du centre-ville.
La rocade est formée des troncons suivants d'ouest en est : Munkedamsveien – Frederiks gate – St. Porte Olavs – Pilestredet – Hammersborgtunnelen – Hammersborggata – Vaterlandstunnelen – Lybekkergata – Porte Schweigaards – Pont Nordenga – Porte Kong Håkon 5.s.

## Histoire
Le Vaterlandstunnel, de 337 mètres de long, a été ouvert à la circulation en 1991. 
Le 26 août 2011, le pont de Nordenga, passant au-dessus de la gare centrale d'Oslo, a été ouvert à la circulation.
En 2024, il a été question de fermer définitivement le Ring 1 après qu'il s'est avéré que le projet de réaménagement « Regjeringskvartalen » devenait considérablement plus coûteux que prévu,.
À partir du 1er juillet 2024, le Ring 1 entre Oslo-Spektrum et St. Olavsgate sera fermé pour une période de 3 ans.

## Galerie

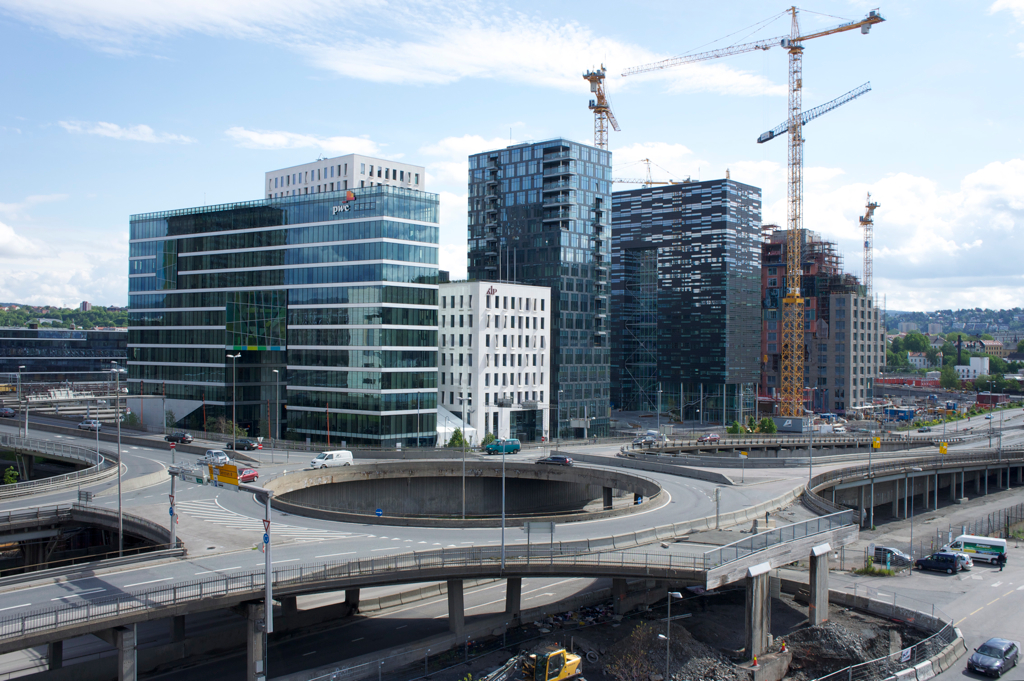
L'échangeur Bispelokket où commence le Ring 1.
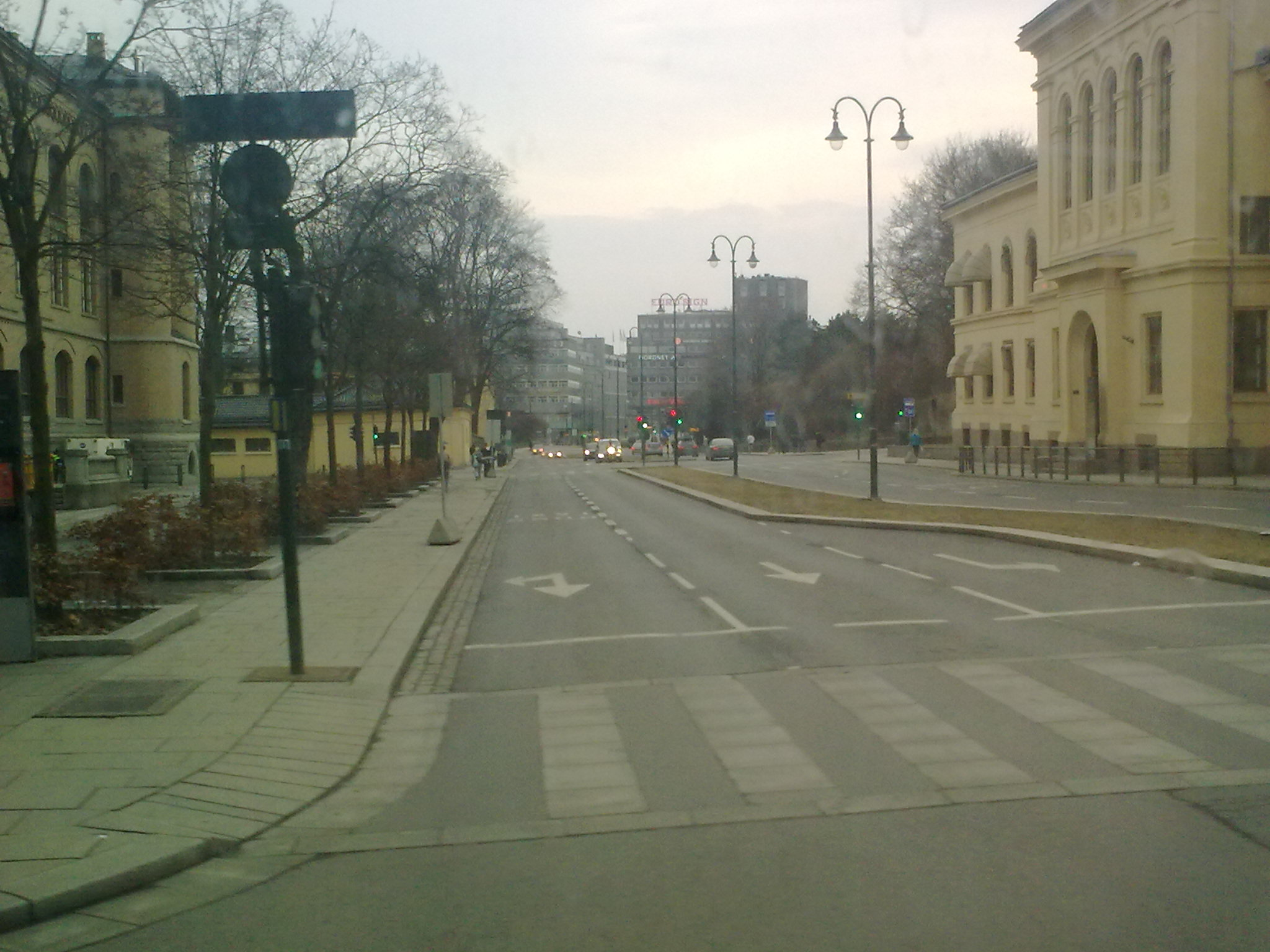
Frederiks gate.
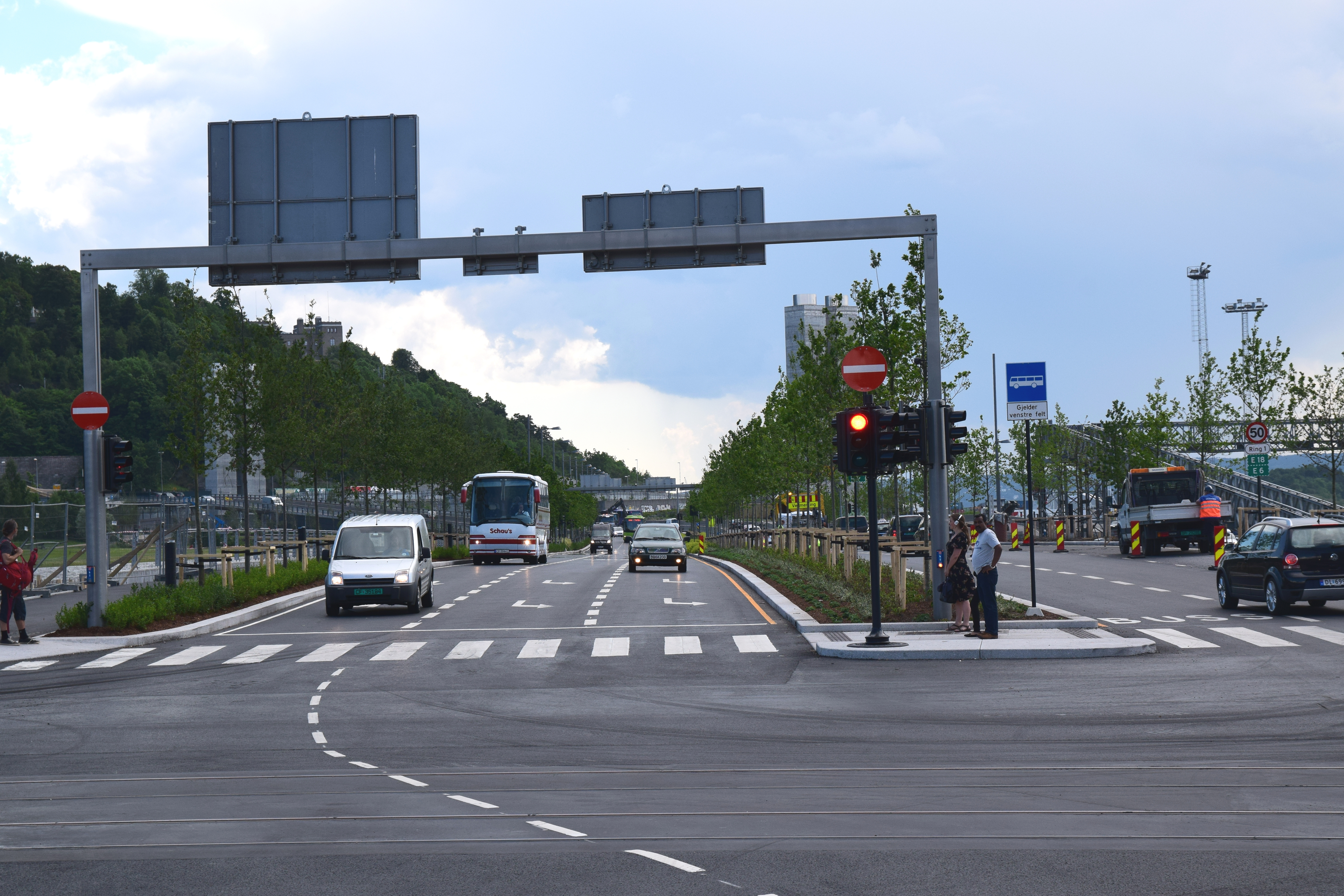
Kong Håkon 5.s gate.
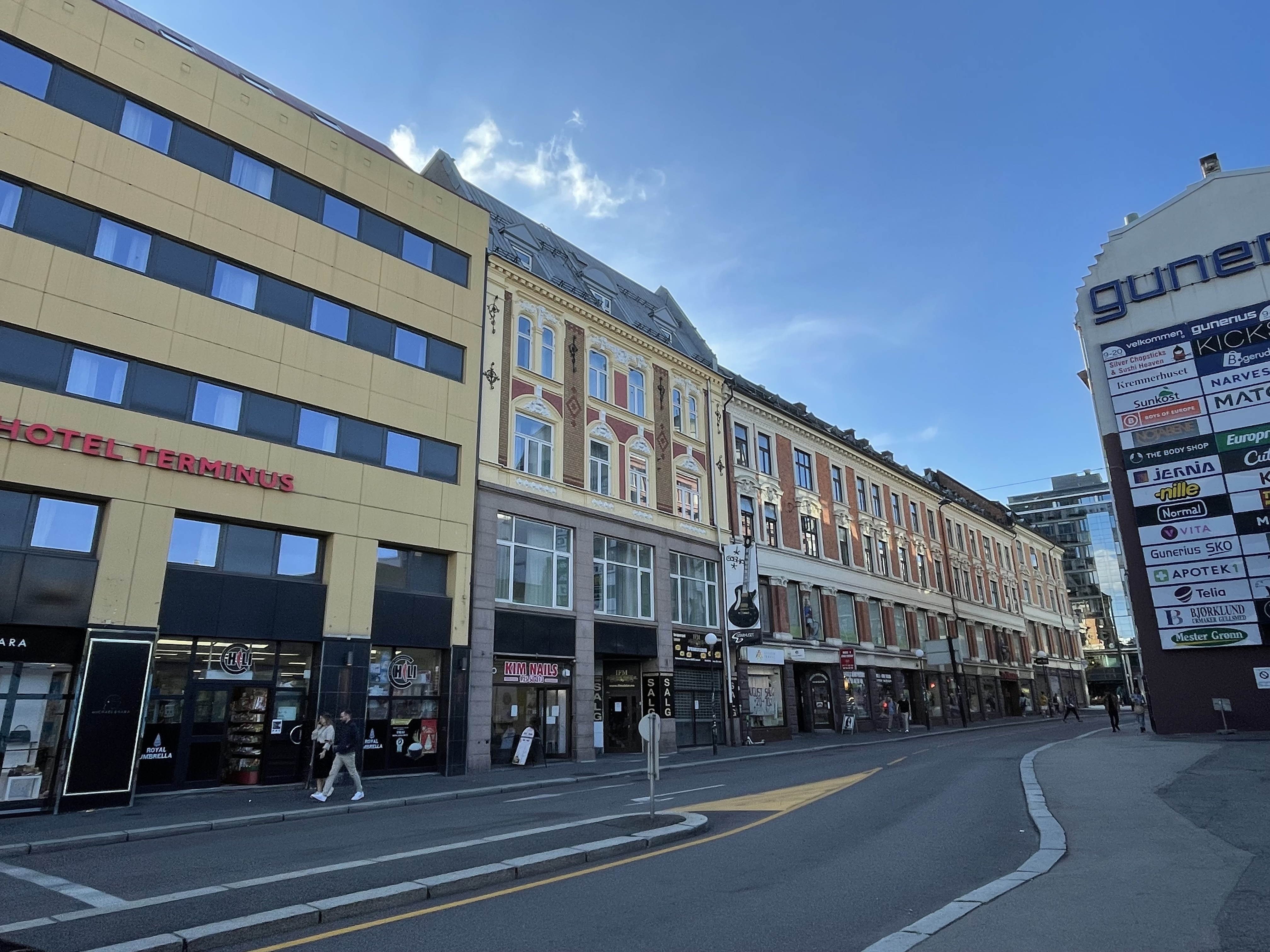
Lybekkergata.